# Égriselles-le-Bocage
Égriselles-le-Bocage è un comune francese di 1 256 abitanti situato nel dipartimento della Yonne nella regione della Borgogna-Franca Contea.

## Società

### Evoluzione demografica
Abitanti censiti